# Шепердстаун (Західна Вірджинія)
Шепердстаун (англ. Shepherdstown) — місто (англ. town) в США, в окрузі Джефферсон штату Західна Вірджинія. Населення — 1531 особа (2020).

## Географія
Шепердстаун розташований за координатами 39°25′54″ пн. ш. 77°48′18″ зх. д. / 39.43167° пн. ш. 77.80500° зх. д. (39.431799, -77.804895). За даними Бюро перепису населення США в 2010 році місто мало площу 0,97 км², уся площа — суходіл.

## Демографія
Згідно з переписом 2010 року, у місті мешкали 1734 особи в 518 домогосподарствах у складі 192 родин. Густота населення становила 1789 осіб/км². Було 583 помешкання (602/км²).
Расовий склад населення:
| - 85,5 % — білих - 9,5 % — чорних або афроамериканців - 1,3 % — азіатів - 0,1 % — вихідців з тихоокеанських островів - 0,1 % — корінних американців - 1,0 % — осіб інших рас |

До двох чи більше рас належало 2,5 %. Частка іспаномовних становила 2,9 % від усіх жителів.
За віковим діапазоном населення розподілялося таким чином: 7,6 % — особи молодші 18 років, 84,8 % — особи у віці 18—64 років, 7,6 % — особи у віці 65 років та старші. Медіана віку мешканця становила 21,9 року. На 100 осіб жіночої статі у місті припадало 87,1 чоловіків; на 100 жінок у віці від 18 років та старших — 86,0 чоловіків також старших 18 років.
Середній дохід на одне домашнє господарство становив 57 990 доларів США (медіана — 31 583), а середній дохід на одну сім'ю — 100 101 долар (медіана — 69 886). За межею бідності перебувало 26,0 % осіб, у тому числі 0,0 % дітей у віці до 18 років та 12,8 % осіб у віці 65 років та старших.
Цивільне працевлаштоване населення становило 695 осіб. Основні галузі зайнятості: освіта, охорона здоров'я та соціальна допомога — 36,8 %, мистецтво, розваги та відпочинок — 24,7 %, інформація — 12,4 %, роздрібна торгівля — 10,1 %.